# 도조노 아야노
도조노 아야노(일본어: 堂園 彩乃, 1990년 3월 27일 ~ )는 일본의 여자 축구 선수이다.

## 구단 경력
나데시코 리그의 우라와 레즈, 오르카 가모가와 FC에서 활동했다.

## 국가대표팀 경력
그녀는 2010년 FIFA U-20 여자 월드컵에 참가할 일본 U-20 국가대표팀에 발탁되었으며, 2경기에 출전했다.